# Адей
Адей (др.-греч. Ἀδαῖος Ἀλεκτρυών) — военачальник Филиппа II Македонского.
Об Адее, по прозвищу «Петух», согласно Афинею, сообщали Феопомп, Дурид и комедиграф Гераклид. Он служил у Филиппа II предводителем наёмников, с помощью которых, по замечанию А. А. Клейменова и других исследователей, решались различные вспомогательные задачи. Как отметил Г. Парк, по всей видимости, Адей являлся уроженцем Македонии, так как и при Филиппе, и при его сыне Александре было общепринятым поручать командование наёмниками именно коренным македонянам. Его прозвище, возможно, связано со склонностью к хвастовству.
В 353 или 352 году до н. э. Адей был разбит при Кипселе афинским военачальником Харесом. Впоследствии Харес получил из казны Дельф 60 талантов. Принеся жертвы в честь своих побед, Харес устроил торжественное угощение для сограждан на агоре. Эти события вдохновили комедиографа Геркалида на следующее сочинение: 

Филиппов петушок раскукарекался,
Носился спозаранку и попал под нож —
Его тогда схватил Харет-афинянин:
Видать, тот был без гребня. И зарезавши
Лишь одного, устроил угощение
Харет для многих, — дело благородное!
По предположению канадского учёного В. Хеккеля, родственником Адея мог быть его тёзка, служивший у Александра Македонского.